# Cruz de los Caminos (Canelones)
Cruz de los Caminos ist eine Ortschaft in Uruguay.

## Geographie
Sie befindet sich im zentralen Süden des Departamento Canelones in dessen Sektoren 6 und 27. Cruz de los Caminos liegt dabei jeweils einige Kilometer nordöstlich von Totoral del Sauce, östlich von Sauce und nördlich von Pando. Westlich des Ortes verläuft der Arroyo del Sauce durch die Cuchilla de Rocha, während östlich der Arroyo Pando fließt.

## Infrastruktur
Cruz de los Caminos ist sowohl an den lokalen als auch interdepartamentalen Busverkehr angeschlossen. Durch den Ort führt die Ruta 7. Mit der Escuela No. 137 befindet sich hier eine Schule. Auch verfügt der Ort über eine Polizeistation und einen Fußballplatz.

## Einwohner und Bevölkerungsentwicklung
Die Einwohnerzahl von Cruz de los Caminos beträgt 279. (Stand: 2011)
| Jahr | Einwohner |
| ---- | --------- |
| 1985 | 136       |
| 1996 | 193       |
| 2004 | 168       |
| 2011 | 279       |

Quelle: